# Nagycsepely
Nagycsepely is een plaats (község) en gemeente in het Hongaarse comitaat Somogy. Nagycsepely telt 399 inwoners (2001).